# Parc national des Mallee Cliffs
Le parc national des Mallee Cliffs (anglais : Mallee Cliffs National Park) est un parc national situé dans le sud-ouest de la Nouvelle-Galles du Sud en Australie, à 789 km à l'ouest de Sydney et à 30 km à l'est de la ville de Mildura au Victoria. Le parc national est géré pour protéger la plaine sablonneuse et les dunes appelées familièrement Mallee Country. L'accent est mis sur la valeur du parc comme zone de conservation de la faune et principalement pour protéger l'habitat du Leipoa ocellé (Leipoa ocellata).
Le parc est fermé au public dans le cadre d'une politique en cours de protection de ces oiseaux et d'autres espèces animales menacées. Un accès limité est autorisé pour les activités éducatives des écoles et collèges, et les activités de recherche qui relèvent de la gestion du parc et sont compatibles avec la politique de conservation engagée. 
Le parc a été créé en 1977, lorsque l'ensemble de 57 969 hectares du parc fut acheté par la Fondation pour le Service nature et parcs nationaux de Nouvelle-Galles du Sud.

## Flore
Le parc conserve d'importantes étendues intactes de végétation mallee et de Dysoxylum fraserianum. Le mallee est constitué d'eucalyptus et de petits arbustes avec de nombreuses petites tiges souterraines et grosses racines qui retiennent l'eau. Avant l'apparition de l'agriculture irriguée, les fourrés denses de mallee caractérisaient la majeure partie du nord-ouest du Victoria et les zones du sud-ouest de la Nouvelle-Galles du Sud. Il contient une représentation importante des différents typers de Mallee. Ce type de flore continue à être largement autorisé pour le pâturage immédiatement à l'extérieur du parc et dans tout le pays. Le parc contient un certain nombre de communautés isolées de plantes reliques qui montrent des modifications de structure par suite des changements environnementaux [4].
En janvier 1975, un feu de brousse a ravagé la région qui deviendra plus tard le parc national, ce qui rend l'âge moyen de la végétation nettement plus jeune que dans les zones similaires protégées. Cela rend le parc moins attrayant pour la libération de certains animaux tels que le Méliphage à oreillons noirs  (Manorina melanotis) qui utilisent de vieux arbres et buissons mallee comme habitat.

## Faune
Le parc est la seule réserve en Nouvelle-Galles à abriter des Léipoa ocellé. Le Léipoa vit dans les zones arides où poussent les mallees. Les mâles construisent un nid pour les œufs en creusant une grande fosse en hiver et en la comblant avec des feuilles et des herbes sur le nid pendant quatre mois, où la femelle pond un œuf par jour pendant plusieurs jours au printemps. Le mâle couvre ensuite le monticule de sable. Le tas de compost génère de la chaleur. Le mâle monte la garde sur la butte et détecte la température de la butte avec sa langue, ajoutant ou supprimant du sable. Lorsque les petits éclosent, ils creusent une sortie et, une fois qu'ils apparaissent au sommet de la butte, ils sont réputés se tenir immobiles au sommet jusqu'à vingt minutes avant courir en titubant vers la brousse. Les poussins éclosent avec des plumes et sont immédiatement indépendants, n'ayant jamais besoin de soins parentaux.
Plusieurs espèces de petits oiseaux vivent dans la région ainsi que des émeus. Les mammifères comprennent une importante population de kangourous gris ainsi que opossums pygmées, Nyctophilus timoriensis etChalinolobus picatus. Le spinifex mallee du parc est l'habitat principal pour le Tiliqua occipitalis et le spinifex du sud pour les autres lézards à langue bleue.